# Mistrzostwa Świata w Piłce Siatkowej Mężczyzn 2010/Składy
Artykuł grupuje składy wszystkich reprezentacji narodowych w piłce siatkowej, które wystąpiły w Mistrzostwach Świata siatkarzy 2010.
- Wiek na dzień 25 września 2010 roku.
- Przynależność klubowa na 25 września 2010 roku.
- Zawodnicy oznaczeni literą K to kapitanowie reprezentacji.
- Legenda:
Nr – numer zawodnika
A – atakujący
L – libero
P – przyjmujący
R – rozgrywający
Ś – środkowy

Według decyzji podjętej na Kongresie Międzynarodowej Federacji Piłki Siatkowej (FIVB) w czerwcu 2008 roku każda drużyna może wystawić na mecz do 14 zawodników (w tym dwóch libero).

## Rekordy
| Reprezentacja     | Średnia wieku | Średnia wzrostu | Najstarszy zawodnik        | Wiek | Najmłodszy zawodnik  | Wiek | Najwyższy zawodnik            | Wzrost | Najniższy zawodnik      | Wzrost |
| ----------------- | ------------- | --------------- | -------------------------- | ---- | -------------------- | ---- | ----------------------------- | ------ | ----------------------- | ------ |
| Argentyna         | 23,1          | 195,8           | Alexis González            | 29   | Sebastián Solé       | 19   | Gustavo Scholtis              | 206    | Alexis González         | 184    |
| Australia         | 23,9          | 199,9           | Benjamin Hardy             | 36   | Aidan Zingel         | 19   | Thomas Edgar                  | 212    | Joel Tyrrell            | 180    |
| Brazylia          | 28,6          | 197,9           | Gilberto de Godoy Filho    | 33   | Bruno Rezende        | 24   | Leandro Vissotto Neves        | 212    | Marlon Muraguti Yared   | 188    |
| Bułgaria          | 24,9          | 198,1           | Władimir Nikołow           | 32   | Nikołaj Penczew      | 18   | Cwetan Sokołow                | 207    | Teodor Sałparow         | 185    |
| Chiny             | 24,3          | 196,3           | Shen Qiong                 | 29   | Li Runming           | 20   | Bian Hongmin                  | 210    | Ren Qi                  | 174    |
| Czechy            | 28,5          | 196,4           | Petr Konečný               | 35   | Jakub Veselý         | 24   | Jakub Veselý                  | 206    | Martin Kryštof          | 179    |
| Egipt             | 26,3          | 195,1           | Wael Al Aydy               | 38   | Ahmed Kotb           | 19   | Abdel Latif Ahmed             | 202    | Wael Al Aydy            | 178    |
| Francja           | 25,9          | 194             | Stéphane Antiga            | 34   | Earvin N’Gapeth      | 19   | Kevin Le Roux                 | 208    | Jean-François Exiga     | 176    |
| Hiszpania         | 27,5          | 193,2           | Gustavo Saucedo            | 32   | Jorge Fernández      | 21   | Jorge Fernández               | 203    | Guillermo Hernán        | 181    |
| Iran              | 25,1          | 195             | Mojtaba Attar              | 31   | Arash Kamalvand      | 21   | Seyed Mohammad Mousavi Eraghi | 203    | Abdoireza Alizadeh      | 183    |
| Japonia           | 26,4          | 190             | Kota Yamamura              | 29   | Shun Imamura         | 23   | Kota Yamamura                 | 205    | Takeshi Nagano          | 176    |
| Kamerun           | 28,4          | 194,9           | Malloum Adam Abbas el-Hadj | 39   | Sem Dolegombai       | 20   | David Feughouo                | 204    | Serge Patrice Ag        | 180    |
| Kanada            | 25,8          | 197,5           | Daniel Lewis               | 34   | John Perrin          | 21   | Gavin Schmitt                 | 208    | Dustin Schneider        | 182    |
| Kuba              | 22,5          | 197,2           | Osmany Camejo Durruty      | 27   | Wilfredo León Venero | 17   | Roberlandy Simón Aties        | 206    | Keibelr Gutierrez Torna | 178    |
| Meksyk            | 27,8          | 193,3           | Iván Contreras             | 36   | Leonardo Manzo       | 21   | Tomas Aguilera                | 202    | Ignacio Ramírez         | 185    |
| Niemcy            | 24,9          | 198,9           | Björn Andrae               | 29   | Denis Kaliberda      | 20   | Robert Kromm                  | 212    | Patrick Steuerwald      | 180    |
| Polska            | 26,9          | 197,7           | Piotr Gruszka              | 33   | Bartosz Kurek        | 22   | Marcin Możdżonek              | 211    | Piotr Gacek             | 185    |
| Portoryko         | 30,7          | 192,3           | Luis Rodríguez             | 41   | Daniel Erazo         | 23   | Luis Rodríguez                | 202    | Harry Rosario           | 182    |
| Rosja             | 25,6          | 201,2           | Walerij Komarow            | 30   | Dmitrij Szczerbinin  | 21   | Dmitrij Muserski              | 218    | Aleksiej Wierbow        | 185    |
| Serbia            | 26,1          | 199             | Nikola Grbić               | 37   | Saša Starović        | 22   | Saša Starović                 | 207    | Marko Samardžić         | 190    |
| Stany Zjednoczone | 26,9          | 198,5           | Richard Lambourne          | 35   | Carson Clark         | 21   | Sean Rooney                   | 206    | Alfredo Reft            | 175    |
| Tunezja           | 22,6          | 190,8           | Anouer Taouerghi           | 27   | Hamza Nagga          | 20   | Mohamed Ben Slimen            | 197    | Amen Allah Hmissi       | 180    |
| Wenezuela         | 25,5          | 194,8           | Thomas Ereu                | 30   | Máximo Montoya       | 21   | Fredy Cedeño                  | 205    | Joel Silva              | 175    |
| Włochy            | 28,6          | 196,7           | Luigi Mastrangelo          | 35   | Ivan Zaytsev         | 21   | Simone Buti                   | 208    | Davide Marra            | 180    |

## Argentyna
| Conte · #7 De Cecco · #15 Blanco Costa · #3 Solé · #11 Pereyra · #12 Quiroga · #9 González · #16 Wyjściowe ustawienie w meczu Francja – Argentyna |

Trener: Javier Weber
Asystent: Flavio Leoni
| Nr | Imię i nazwisko     | Data urodzenia (wiek) | Wzrost (cm) | Klub                              | Pozycja |
| -- | ------------------- | --------------------- | ----------- | --------------------------------- | ------- |
| 1  | Mariano Giustiniano | 04.04.1986 (24)       | 189         | Club Atlético Boca Juniors        | P       |
| 2  | Pablo Crer          | 12.06.1989 (21)       | 205         | Villa Maria Voley                 | Ś       |
| 3  | Martín Blanco Costa | 16.12.1985 (24)       | 202         | Siatkarz Wieluń                   | Ś       |
| 4  | Lucas Ocampo        | 20.03.1986 (24)       | 196         | Club Ciudad Bolívar               | P       |
| 5  | Nicolás Uriarte     | 20.03.1990 (20)       | 192         | Megius Roma Volley                | R       |
| 6  | Gustavo Scholtis    | 16.12.1982 (27)       | 206         | La Unión Formosa                  | A       |
| 7  | Facundo Conte       | 25.08.1989 (21)       | 198         | Associazione Sportiva Volley Lube | P       |
| 8  | Demián González     | 21.02.1983 (27)       | 192         | UPCN Vóley Club                   | R       |
| 9  | Rodrigo Quiroga (K) | 23.03.1987 (23)       | 190         | Iraklis                           | P       |
| 11 | Sebastian Solé      | 12.06.1991 (19)       | 202         | Rosario Sonder Club               | Ś       |
| 12 | Federico Pereyra    | 19.06.1988 (22)       | 205         | Club Ciudad Bolívar               | A       |
| 15 | Luciano De Cecco    | 02.06.1988 (22)       | 193         | Dinamo-Jantar Kaliningrad         | R       |
| 16 | Alexis González     | 21.07.1981 (29)       | 184         | Tours VB                          | L       |
| 18 | Franco López        | 04.02.1989 (21)       | 187         | Villa María Voley                 | L       |

## Australia
| Roberts · #3 Carroll · #17 Passier · #5 Zingel · #1 Alexander · #10 Hardy · #4 Tutton · #12 Wyjściowe ustawienie w meczu Rosja – Australia |

Trener: Russell Borgeaud
Asystent: Andrew Strugnell
| Nr | Imię i nazwisko    | Data urodzenia (wiek) | Wzrost (cm) | Klub                          | Pozycja |
| -- | ------------------ | --------------------- | ----------- | ----------------------------- | ------- |
| 1  | Aidan Zingel       | 19.11.1990 (19)       | 207         | Marmi Lanza Werona            | Ś       |
| 3  | Nathan Roberts     | 17.02.1986 (24)       | 199         | Pallavolo Sora                | P       |
| 4  | Benjamin Hardy (K) | 21.09.1974 (36)       | 198         | Jastrzębski Węgiel            | P       |
| 5  | Travis Passier     | 26.04.1989 (21)       | 205         | Marienlyst Odense             | Ś       |
| 6  | Igor Yudin         | 17.06.1987 (23)       | 200         | Jastrzębski Węgiel            | P       |
| 7  | Matthew Young      | 17.07.1981 (29)       | 188         | Australian Institute of Sport | R       |
| 8  | Andrew Grant       | 22.04.1985 (25)       | 206         | Salon Piivolley               | Ś       |
| 9  | Adam White         | 08.11.1989 (20)       | 203         | Langhenkel Volley Doetinchem  | P       |
| 10 | Shane Alexander    | 07.01.1986 (24)       | 202         | Foinikas Syros                | R       |
| 11 | Joel Tyrrell       | 09.12.1989 (20)       | 180         | Australian Institute of Sport | L       |
| 12 | Aden Tutton        | 06.12.1984 (25)       | 182         | Langhenkel Volley Doetinchem  | L       |
| 16 | William Thwaite    | 08.09.1987 (23)       | 207         | University of Kalamoon        | Ś       |
| 17 | Paul Carroll       | 16.05.1986 (24)       | 207         | TSV Unterhaching              | A       |
| 19 | Thomas Edgar       | 21.06.1989 (21)       | 212         | Trefl Gdańsk                  | A       |

## Brazylia
| Murilo · #8 Bruno · #1 Lucas · #16 Rodrigão · #14 Vissotto · #6 Giba · #7 Mario · #19 Wyjściowe ustawienie w meczu Brazylia – Tunezja |

Trener: Bernardo Rezende
Asystent: Roberley Luiz Leonaldo
| Nr | Imię i nazwisko                    | Data urodzenia (wiek) | Wzrost (cm) | Klub             | Pozycja |
| -- | ---------------------------------- | --------------------- | ----------- | ---------------- | ------- |
| 1  | Bruno Mossa Rezende                | 02.07.1986 (24)       | 190         | Cimed            | R       |
| 4  | Alan Barbosa Domingos              | 15.02.1980 (30)       | 189         | brak             | L       |
| 5  | Sidnei dos Santos Junior (Sidão)   | 09.07.1982 (28)       | 203         | SESI-SP          | Ś       |
| 6  | Leandro Vissotto Neves             | 30.04.1983 (27)       | 212         | Vôlei Futuro     | A       |
| 7  | Gilberto de Godoy Filho (Giba) (K) | 23.12.1976 (33)       | 192         | Pinheiros        | P       |
| 8  | Murilo Endres                      | 03.05.1981 (29)       | 190         | SESI-SP          | P       |
| 9  | Théo Fabrizio Lopes                | 31.08.1983 (27)       | 199         | Santory Sundirds | A       |
| 12 | João Paulo Tavares                 | 30.03.1983 (27)       | 204         | Cimed            | P       |
| 13 | João Paulo Bravo                   | 07.01.1979 (31)       | 196         | Arkas Spor Izmir | P       |
| 14 | Rodrigo Santana (Rodrigão)         | 17.04.1979 (31)       | 205         | Pinheiros        | Ś       |
| 16 | Lucas Saatkamp (Lucão)             | 06.03.1986 (24)       | 209         | Vôlei Futuro     | Ś       |
| 17 | Marlon Muraguti Yared              | 27.07.1977 (33)       | 188         | Minas            | R       |
| 18 | Dante Guimarães Amaral             | 30.09.1980 (29)       | 201         | Dinamo Moskwa    | P       |
| 19 | Mario da Silva Pedreira Junior     | 05.03.1982 (28)       | 192         | Vôlei Futuro     | L       |

## Bułgaria
| N. Nikołow · #18 Aleksiew · #15 W. Nikołow · #11 Żekow · #3 Kazijski · #6 Josifow · #12 Sałparow · #13 Wyjściowe ustawienie w meczu Bułgaria – Czechy |

Trener:  Silvano Prandi
Asystent:  Camillo Placi
| Nr | Imię i nazwisko      | Data urodzenia (wiek) | Wzrost (cm) | Klub                           | Pozycja |
| -- | -------------------- | --------------------- | ----------- | ------------------------------ | ------- |
| 2  | Christo Cwetanow     | 29.03.1978 (32)       | 198         | Lokomotiw Jekaterynburg        | Ś       |
| 3  | Andrej Żekow         | 12.03.1980 (30)       | 194         | Olympiakos                     | R       |
| 4  | Władisław Iwanow     | 14.03.1987 (23)       | 188         | Lewski Sofia                   | L       |
| 5  | Swetosław Gocew      | 31.08.1990 (20)       | 202         | Pirin Bałkanstroj Razłog       | Ś       |
| 6  | Matej Kazijski       | 23.09.1984 (26)       | 203         | Trentino Volley                | P       |
| 10 | Walentin Bratoew     | 21.10.1987 (22)       | 198         | Trentino Volley                | P       |
| 11 | Władimir Nikołow (K) | 03.10.1977 (32)       | 200         | Piemonte Volley                | A       |
| 12 | Wiktor Josifow       | 16.10.1985 (24)       | 204         | Megius Roma Volley             | Ś       |
| 13 | Teodor Sałparow      | 16.08.1982 (28)       | 185         | CSKA Sofia                     | L       |
| 15 | Todor Aleksiew       | 17.02.1986 (24)       | 200         | İstanbul Büyükşehir Belediyesi | P       |
| 17 | Nikołaj Penczew      | 22.05.1992 (18)       | 196         | Pirin Bałkanstroj Razłog       | P       |
| 18 | Nikołaj Nikołow      | 29.07.1986 (24)       | 203         | Callipo Sport                  | Ś       |
| 19 | Cwetan Sokołow       | 31.12.1989 (20)       | 207         | Trentino Volley                | A       |
| 20 | Konstantin Mitew     | 27.10.1984 (25)       | 196         | Pirin Bałkanstroj Razłog       | R       |

## Chiny
| Cui · #8 Jiao · #9 Bian · #1 Guo · #5 Yuan · #3 Zhong · #7 Ren · #16 Wyjściowe ustawienie w meczu Czechy – Chiny |

Trener: Zhou Jian’an
Asystent: Xie Guochen
| Nr | Imię i nazwisko | Data urodzenia (wiek) | Wzrost (cm) | Klub     | Pozycja |
| -- | --------------- | --------------------- | ----------- | -------- | ------- |
| 1  | Bian Hongmin    | 22.09.1989 (21)       | 210         | Zhejiang | Ś       |
| 3  | Yuan Zhi        | 29.09.1981 (28)       | 195         | Liaoning | A       |
| 4  | Zhang Chen      | 28.06.1985 (25)       | 201         | Jiangsu  | Ś       |
| 5  | Guo Peng        | 01.07.1982 (28)       | 200         | Army     | Ś       |
| 7  | Zhong Weijun    | 20.04.1989 (21)       | 199         | Army     | P       |
| 8  | Cui Jianjun     | 01.08.1985 (25)       | 190         | Henan    | P       |
| 9  | Jiao Shuai      | 28.01.1984 (26)       | 194         | Henan    | R       |
| 10 | Chen Ping       | 01.09.1989 (21)       | 195         | Jiangsu  | A       |
| 12 | Shen Qiong (K)  | 05.09.1981 (29)       | 198         | Shanghai | P       |
| 14 | Xu Jingtao      | 07.07.1988 (22)       | 202         | Army     | Ś       |
| 15 | Li Runming      | 01.03.1990 (20)       | 198         | Shandong | R       |
| 16 | Ren Qi          | 24.02.1984 (26)       | 174         | Shanghai | L       |

## Czechy
| Ticháček · #18 Konečný · #6 Hudećek · #9 Pláteník · #16 Veselý · #12 Štokr · #15 Kryštof · #8 Wyjściowe ustawienie w meczu Francja – Czechy |

Trener: Jan Svoboda
Asystent: Milan Hadrava
| Nr | Imię i nazwisko | Data urodzenia (wiek) | Wzrost (cm) | Klub                | Pozycja |
| -- | --------------- | --------------------- | ----------- | ------------------- | ------- |
| 2  | Jiří Popelka    | 11.05.1977 (33)       | 204         | Latina Volley       | P       |
| 6  | Petr Konečný    | 16.02.1975 (35)       | 203         | Tours VB            | Ś       |
| 7  | Aleš Holubec    | 13.03.1984 (26)       | 200         | UGS Nantes-Rezé     | Ś       |
| 8  | Martin Kryštof  | 11.10.1982 (27)       | 179         | SCC Berlin          | L       |
| 9  | Ondřej Hudeček  | 09.05.1981 (29)       | 195         | Montpellier UC      | P       |
| 12 | Jakub Veselý    | 02.09.1986 (24)       | 206         | Arago de Sète       | Ś       |
| 13 | Jiří Bence      | 08.05.1985 (25)       | 188         | VO Przybram         | P       |
| 14 | Petr Zapletal   | 20.12.1977 (32)       | 194         | Bozkurt Belediyesi  | R       |
| 15 | Jan Štokr       | 16.01.1983 (27)       | 206         | Trentino Volley     | A       |
| 16 | Peter Pláteník  | 16.03.1981 (29)       | 196         | Ziraat Bankası      | P       |
| 17 | David Konečný   | 10.10.1982 (27)       | 193         | Tours VB            | A       |
| 18 | Lukáš Ticháček  | 12.01.1982 (28)       | 193         | VfB Friedrichshafen | R       |

## Egipt
| Fathy · #1 Salah · #4 Kotb · #10 Attia · #9 Abdalla · #2 Moneim · #13 Al Aydy · #6 Wyjściowe ustawienie w meczu Egipt – Hiszpania |

Trener:  Antonio Giacobbe
Asystent: Sherif el-Shemerly
| Nr | Imię i nazwisko             | Data urodzenia (wiek) | Wzrost (cm) | Klub         | Pozycja |
| -- | --------------------------- | --------------------- | ----------- | ------------ | ------- |
| 1  | Saleh Youssef (Fathy)       | 25.07.1982 (28)       | 194         | Zamalek Kair | P       |
| 2  | Abdalla Ahmed               | 10.10.1983 (26)       | 198         | Al-Ahly Kair | R       |
| 4  | Ahmad Abd al-Hajj (Salah)   | 19.08.1984 (26)       | 197         | Al-Ahly Kair | A       |
| 5  | Abdel Latif Ahmed           | 13.08.1983 (27)       | 202         | Al-Ahly Kair | Ś       |
| 6  | Wael Al Aydy                | 08.12.1971 (38)       | 178         | Al-Ahly Kair | L       |
| 7  | Ashraf Abouelhassan (K)     | 17.05.1975 (35)       | 184         | Zamalek Kair | R       |
| 9  | Rashad Attia                | 02.09.1986 (24)       | 199         | El Gaish     | Ś       |
| 10 | Ahmed Kotb                  | 06.09.1991 (19)       | 202         | Al-Ahly Kair | A       |
| 11 | Ahmed Afifi (Youssef)       | 30.03.1988 (22)       | 194         | Zamalek Kair | P       |
| 13 | Mohamed Badawy (Moneim)     | 11.01.1986 (24)       | 197         | Zamalek Kair | P       |
| 14 | Ahmed El Sheikh (Aly)       | 19.07.1988 (22)       | 201         | Zamalek Kair | Ś       |
| 17 | Mahmoud Abdel Kader (Raouf) | 12.05.1985 (25)       | 195         | Al-Ahly Kair | P       |

## Francja
| Antiga · #7 Pujol · #13 Kieffer · #17 Hardy-Dessources · #3 Rouzier · #4 Maréchal · #12 Henno · #2 Wyjściowe ustawienie w meczu Francja – Czechy |

Trener: Philippe Blain
Asystent: Olivier Lecat
| Nr | Imię i nazwisko         | Data urodzenia (wiek) | Wzrost (cm) | Klub                              | Pozycja |
| -- | ----------------------- | --------------------- | ----------- | --------------------------------- | ------- |
| 2  | Hubert Henno            | 06.10.1976 (33)       | 188         | Piemonte Volley                   | L       |
| 3  | Gérald Hardy-Dessources | 09.02.1983 (27)       | 197         | AS Cannes                         | Ś       |
| 4  | Antonin Rouzier         | 18.08.1986 (24)       | 201         | Stade Poitevin Poitiers           | A       |
| 5  | Romain Vadeleux         | 12.02.1983 (27)       | 196         | Associazione Sportiva Volley Lube | A       |
| 6  | Benjamin Toniutti       | 30.10.1989 (20)       | 183         | Arago de Sète                     | R       |
| 7  | Stéphane Antiga         | 03.02.1976 (34)       | 200         | Skra Bełchatów                    | P       |
| 8  | Earvin N’Gapeth         | 12.02.1991 (19)       | 192         | Tours VB                          | P       |
| 9  | Guillaume Samica        | 28.09.1981 (28)       | 198         | Iskra Odincowo                    | P       |
| 11 | Édouard Rowlandson      | 20.07.1988 (22)       | 189         | Arago de Sète                     | P       |
| 12 | Nicolas Marechal        | 04.03.1987 (23)       | 198         | Stade Poitevin Poitiers           | P       |
| 13 | Pierre Pujol            | 13.07.1984 (26)       | 190         | Sisley Treviso                    | R       |
| 16 | Kévin Le Roux           | 11.05.1989 (21)       | 208         | AS Cannes                         | Ś       |
| 17 | Oliver Kieffer (K)      | 27.08.1979 (31)       | 200         | Stade Poitevin Poitiers           | Ś       |
| 18 | Jean-François Exiga     | 09.03.1982 (28)       | 176         | Gabeca Pallavolo Spa              | L       |

## Hiszpania
| Salas · #8 Palharini · #17 Gens · #13 Pérez · #14 Noda · #6 García-Torres · #16 Llenas · #12 Wyjściowe ustawienie w meczu Brazylia – Hiszpania |

Trener:  Julio Velasco
Asystent: Francisco Manuel Hervás
| Nr | Imię i nazwisko          | Data urodzenia (wiek) | Wzrost (cm) | Klub                        | Pozycja |
| -- | ------------------------ | --------------------- | ----------- | --------------------------- | ------- |
| 2  | Gustavo Saucedo          | 05.01.1978 (32)       | 198         | Tarragona SPiSP             | A       |
| 4  | Manuel Sevillano         | 02.07.1981 (29)       | 194         | CV Almería                  | P       |
| 5  | Francisco José Rodríguez | 25.09.1980 (30)       | 189         | Club Voleibol Teruel        | P       |
| 6  | Sergio Noda              | 23.03.1987 (23)       | 191         | Santa Croce                 | P       |
| 7  | Guillermo Hernán         | 25.07.1982 (28)       | 181         | Club Voleibol Teruel        | R       |
| 8  | Alberto Salas            | 13.09.1984 (26)       | 194         | Ciudad Medio Ambiente Soria | Ś       |
| 10 | Jorge Fernández          | 04.05.1989 (21)       | 203         | CV Pòrtol                   | Ś       |
| 12 | Francesc Llenas          | 13.09.1982 (28)       | 186         | Club Voleibol Teruel        | L       |
| 13 | Jordi Gens               | 21.07.1978 (32)       | 188         | Panellinios GS              | R       |
| 14 | Ibán Pérez               | 13.11.1983 (26)       | 198         | Club Voleibol Teruel        | A       |
| 16 | Julián García-Torres (K) | 08.11.1980 (29)       | 202         | Club Voleibol Teruel        | Ś       |
| 17 | Marlon Palharini         | 03.02.1984 (26)       | 194         | FC Barcelona                | P       |

## Iran
| Keshavarzi · #14 Mousavi · #6 Zarini · #7 Kazem · #18 Nadi · #9 Marouflaklani · #4 Alizadeh · #16 |

Trener: Hossein Madani
Asystent: Behrouz Ataei Nouri
| Nr | Imię i nazwisko               | Data urodzenia (wiek) | Wzrost (cm) | Klub                    | Pozycja |
| -- | ----------------------------- | --------------------- | ----------- | ----------------------- | ------- |
| 1  | Adel Gholami                  | 09.02.1986 (24)       | 195         | Saipa Alborz            | Ś       |
| 3  | Mojtaba Attar                 | 07.08.1979 (31)       | 187         | Damash Gilan            | L       |
| 4  | Mir Saeid Marouflakani        | 20.10.1985 (24)       | 189         | Saipa Alborz            | R       |
| 6  | Seyed Mohammad Mousavi Eraghi | 22.08.1987 (23)       | 203         | Pajkan Teheran          | Ś       |
| 7  | Hamzeh Zarini                 | 18.10.1985 (24)       | 198         | Petrochimi Bandar Imam  | P       |
| 9  | Alireza Nadi (K)              | 02.09.1980 (30)       | 200         | Pajkan Teheran          | Ś       |
| 10 | Mohssen Andalib               | 17.07.1983 (27)       | 191         | Saipa Alborz            | A       |
| 12 | Farhad Nazari Afshar          | 22.05.1984 (26)       | 195         | Saipa Alborz            | P       |
| 13 | Mahdi Mahdawi                 | 13.02.1984 (26)       | 190         | Heyat Volleyball Urmia  | R       |
| 14 | Arash Keshavarzi              | 16.02.1987 (23)       | 198         | Azad University Teheran | P       |
| 15 | Hesam Bakhsheshi              | 21.03.1984 (26)       | 200         | Pajkan Teheran          | Ś       |
| 16 | Abdoireza Alizadeh            | 19.02.1987 (23)       | 183         | Pegah                   | L       |
| 18 | Mohammad Kazem                | 28.09.1985 (24)       | 200         | Pajkan Teheran          | A       |
| 19 | Arash Kamalvand               | 11.05.1989 (21)       | 201         | Pajkan Teheran          | P       |

## Japonia
| Fukuzawa · #14 Shimizu · #13 Yamamura · #12 Tomimatsu · #9 Abe · #2 Ishijima · #16 Nagano · #3 Wyjściowe ustawienie w meczu Włochy – Japonia |

Trener: Tatsuya Ueta
Asystent: Naoki Morokuma
| Nr | Imię i nazwisko     | Data urodzenia (wiek) | Wzrost (cm) | Klub               | Pozycja |
| -- | ------------------- | --------------------- | ----------- | ------------------ | ------- |
| 1  | Daisuke Sakai       | 22.10.1981 (28)       | 180         | JT Thunders        | L       |
| 2  | Yūta Abe            | 08.08.1981 (29)       | 191         | Toray Arrows       | R       |
| 3  | Takeshi Nagano      | 11.07.1985 (25)       | 176         | Panasonic Panthers | L       |
| 4  | Daisaku Nishio      | 10.06.1982 (28)       | 191         | Sakai Blazers      | P       |
| 6  | Yoshifumi Suzuki    | 31.03.1983 (27)       | 200         | Suntory Sunbirds   | Ś       |
| 9  | Takaaki Tomimatsu   | 20.07.1984 (26)       | 191         | Toray Arrows       | Ś       |
| 11 | Yoshihiko Matsumoto | 07.01.1981 (29)       | 193         | Sakai Blazers      | Ś       |
| 12 | Kota Yamamura (K)   | 20.10.1980 (29)       | 205         | Suntory Sunbirds   | Ś       |
| 13 | Kunihiro Shimizu    | 11.08.1986 (24)       | 192         | Panasonic Panthers | A       |
| 14 | Tatsuya Fukuzawa    | 01.07.1986 (24)       | 189         | Panasonic Panthers | P       |
| 16 | Yusuke Ishijima     | 09.01.1984 (26)       | 197         | Sakai Blazers      | P       |
| 17 | Yū Koshikawa        | 30.06.1984 (26)       | 189         | Pallavolo Padwa    | P       |
| 18 | Yuta Yoneyama       | 29.08.1984 (26)       | 185         | Toray Arrows       | P       |
| 19 | Shun Imamura        | 20.07.1987 (23)       | 181         | Sakai Blazers      | R       |

## Kamerun
| Zanguim · #1 Moussa · #10 Ndaki · #7 Kari · #2 Wounembaina · #14 Dolegombai · #12 Fossi · #18 Wyjściowe ustawienie w meczu Czechy – Kamerun |

Trener:  Peter Nonnenbroich
Asystent: Reniof Blaise Mayam
| Nr | Imię i nazwisko                | Data urodzenia (wiek) | Wzrost (cm) | Klub                                 | Pozycja |
| -- | ------------------------------ | --------------------- | ----------- | ------------------------------------ | ------- |
| 1  | Olivier Nongny Zanguim Mefani  | 09.02.1987 (23)       | 200         | al-Shabab                            | Ś       |
| 2  | Georges Kari Adeke             | 13.07.1981 (29)       | 190         | Al-Nasser                            | R       |
| 5  | Fadawa Oumarou                 | 18.07.1987 (23)       | 187         | PAD                                  | L       |
| 6  | Malloum Adam Abbas el-Hadj (K) | 12.04.1971 (39)       | 201         | FAP                                  | Ś       |
| 7  | Jean Patrice Ndaki Mboulet     | 05.05.1979 (31)       | 201         | Sakai Blazers                        | P/A     |
| 9  | Jean Pierre Ndongo             | 05.02.1986 (24)       | 196         | FAP                                  | P       |
| 10 | Maliki Moussa                  | 02.02.1978 (32)       | 195         | Saint-Nazaire Volley-Ball Atlantique | P       |
| 11 | Francis Tonemassa              | 31.08.1980 (30)       | 192         | FL Saint-Quentin                     | Ś       |
| 12 | Sem Dolegombai                 | 18.05.1990 (20)       | 198         | FAP                                  | Ś       |
| 13 | Jean Merlin Nziemi             | 13.10.1974 (35)       | 200         | Saint-Nazaire Volley-Ball Atlantique | P/A     |
| 14 | Nathan Wounembaina             | 22.11.1984 (25)       | 198         | Noliko Maaseik                       | P/A     |
| 16 | David Feughouo                 | 05.05.1989 (21)       | 204         | AS Cannes                            | A       |
| 17 | Serge Patrice Ag               | 22.03.1974 (36)       | 180         | PAD                                  | R       |
| 18 | Alain Fossi Kamto              | 04.11.1980 (29)       | 186         | FAP                                  | L       |

## Kanada
| Van Lankvelt · #10 Schmitt · #12 Mainville · #1 Simac · #8 Howatson · #4 Winters · #15 Lewis · #3 Wyjściowe ustawienie w meczu Polska – Kanada |

Trener: Glenn Hoag
Asystent: Vincent Pichette
| Nr | Imię i nazwisko            | Data urodzenia (wiek) | Wzrost (cm) | Klub                       | Pozycja |
| -- | -------------------------- | --------------------- | ----------- | -------------------------- | ------- |
| 1  | Louis-Pierre Mainville (K) | 03.04.1986 (24)       | 200         | brak                       | Ś       |
| 2  | Nicholas Cundy             | 14.09.1983 (27)       | 194         | SL Benfica                 | A       |
| 3  | Daniel Lewis               | 03.04.1976 (34)       | 190         | ACH Volley Bled            | L       |
| 4  | Joshua Howatson            | 07.10.1984 (25)       | 199         | CV Almería                 | R       |
| 6  | Justin Duff                | 10.05.1988 (22)       | 202         | brak                       | Ś       |
| 7  | Dallas Soonias             | 25.04.1984 (26)       | 200         | CV Almería                 | P       |
| 8  | Adam Simac                 | 09.08.1983 (27)       | 203         | VC Franken                 | Ś       |
| 9  | Dustin Schneider           | 27.02.1985 (25)       | 182         | VCA Niederösterreich       | R       |
| 10 | Toontje Van Lankvelt       | 01.07.1984 (26)       | 197         | SK Aich/Dob                | P       |
| 12 | Gavin Schmitt              | 27.01.1986 (24)       | 204         | Samsung Bluepangs          | A       |
| 13 | Olivier Faucher            | 14.09.1984 (26)       | 190         | brak                       | L       |
| 14 | Adam Kaminski              | 27.05.1984 (26)       | 205         | Fart Kielce                | Ś       |
| 15 | Frederic Winters           | 25.09.1982 (28)       | 195         | Bassano Volley             | P       |
| 17 | John Perrin                | 17.08.1989 (21)       | 200         | Thompson Rivers University | P       |

## Kuba
| Simón · #13 Leal · #4 Hernandez · #19 Hierrezuelo · #14 León · #1 Camejo · #7 Gutierrez · #6 Wyjściowe ustawienie w meczu Kuba – Serbia |

Trener: Orlando Samuels Blackwood
Asystent: Idalberto Valdez Pedro
| Nr | Imię i nazwisko            | Data urodzenia (wiek) | Wzrost (cm) | Klub             | Pozycja |
| -- | -------------------------- | --------------------- | ----------- | ---------------- | ------- |
| 1  | Wilfredo León Venero       | 31.07.1993 (17)       | 201         | Santiago de Cuba | P       |
| 4  | Joandry Leal Hidalgo       | 31.08.1988 (22)       | 201         | La Habana        | P       |
| 6  | Keibel Gutiérrez Torna     | 06.05.1987 (23)       | 178         | Villa Clara      | L       |
| 7  | Osmany Camejo Durruty      | 18.02.1983 (27)       | 202         | Ciudad Habana    | Ś       |
| 8  | Rolando Cepeda Abreu       | 13.03.1989 (21)       | 198         | Spiritus         | A       |
| 11 | Rafael Ortiz Ortega        | 03.02.1990 (20)       | 200         | Ciudad Habana    | A       |
| 12 | Henry Bell Cisnero         | 27.07.1983 (27)       | 188         | Santiago de Cuba | P       |
| 13 | Roberlandy Simón Aties (K) | 11.06.1987 (23)       | 206         | Ciudad Habana    | Ś       |
| 14 | Raydel Hierrezuelo Aguirre | 14.07.1987 (23)       | 196         | Ciudad Habana    | R       |
| 16 | Isbel Mesa Sandobal        | 02.06.1989 (21)       | 204         | Ciudad Habana    | Ś       |
| 18 | Yoandri Díaz Carmenate     | 04.01.1985 (25)       | 196         | Ciudad Habana    | R       |
| 19 | Fernando Hernandez Ramos   | 11.09.1989 (21)       | 196         | Ciudad Habana    | A       |

## Meksyk
| Córdova · #6 Mayer · #4 Rangel · #10 Contreras · #7 Guerra · #9 Aguilera · #14 Becerra · #1 Wyjściowe ustawienie w meczu Serbia – Meksyk |

Trener: Jorge Azair
Asystent: Sergio Hernández Herrera
| Nr | Imię i nazwisko    | Data urodzenia (wiek) | Wzrost (cm) | Klub                 | Pozycja |
| -- | ------------------ | --------------------- | ----------- | -------------------- | ------- |
| 1  | Mario Becerra      | 18.05.1978 (32)       | 192         | Nuevo-Léon           | L       |
| 2  | Edgar Herrera      | 22.01.1988 (22)       | 194         | Chihuahua            | Ś       |
| 4  | Gustavo Mayer      | 03.10.1979 (30)       | 193         | UNAM                 | P       |
| 5  | Jesús Rangel       | 20.09.1980 (30)       | 193         | Coahuila             | P       |
| 6  | Samuel Córdova     | 13.03.1989 (21)       | 190         | Sonora               | Ś       |
| 7  | Iván Contreras (K) | 29.01.1974 (36)       | 198         | Volleyteam Roeselare | A       |
| 8  | Ignacio Ramírez    | 17.09.1976 (34)       | 185         | Nayarit              | R       |
| 9  | Carlos Guerra      | 03.08.1981 (29)       | 196         | Tamaulipas           | P       |
| 10 | Pedro Rangel       | 16.09.1988 (22)       | 194         | Nuevo-Léon           | R       |
| 12 | José Martell       | 21.10.1976 (33)       | 195         | IMSS Valle de México | P       |
| 14 | Tomas Aguilera     | 15.11.1988 (21)       | 202         | Chihuahua            | Ś       |
| 15 | Leonardo Manzo     | 02.05.1989 (21)       | 198         | Sonora               | A       |
| 18 | Irving Bricio      | 03.09.1980 (30)       | 190         | Jalisco              | L       |
| 19 | Jorge Quiñones     | 13.11.1981 (28)       | 186         | Guanajuato           | P       |

## Niemcy
| Böhme · #8 Kromm · #14 Grozer · #18 Steuerwald · #17 Andrae · #5 Günthör · #15 Tille · #12 Wyjściowe ustawienie w meczu Polska – Niemcy |

Trener:  Raúl Lozano
Asystent:  Juan Manuel Serramalera
| Nr | Imię i nazwisko    | Data urodzenia (wiek) | Wzrost (cm) | Klub                | Pozycja |
| -- | ------------------ | --------------------- | ----------- | ------------------- | ------- |
| 1  | Sebastian Prüsener | 26.05.1982 (28)       | 196         | brak                | L       |
| 3  | Sebastian Schwarz  | 02.10.1985 (24)       | 197         | Perugia Volley      | P       |
| 4  | Simon Tischer      | 24.04.1982 (28)       | 194         | Ziraat Bankası      | R       |
| 5  | Björn Andrae (K)   | 14.05.1981 (29)       | 200         | Kuzbass Kemerowo    | P       |
| 6  | Denis Kaliberda    | 24.06.1990 (20)       | 193         | TSV Unterhaching    | P       |
| 7  | Lukas Bauer        | 26.02.1989 (21)       | 202         | VfB Friedrichshafen | Ś       |
| 8  | Marcus Böhme       | 25.08.1985 (25)       | 211         | VfB Friedrichshafen | Ś       |
| 10 | Jochen Schöps      | 08.10.1983 (26)       | 200         | Iskra Odincowo      | A       |
| 12 | Ferdinand Tille    | 08.12.1988 (21)       | 185         | TSV Unterhaching    | L       |
| 13 | Christian Dünnes   | 16.06.1984 (26)       | 207         | evivo Düren         | Ś       |
| 14 | Robert Kromm       | 09.03.1984 (26)       | 212         | Ural Ufa            | P       |
| 15 | Max Günthör        | 09.08.1985 (25)       | 207         | Minas               | Ś       |
| 17 | Patrick Steuerwald | 03.03.1986 (24)       | 180         | Perugia Volley      | R       |
| 18 | Georg Grozer       | 27.11.1984 (25)       | 200         | Resovia             | A       |

## Polska
| Winiarski · #2 Zagumny · #5 Nowakowski · #1 Możdżonek · #18 Gruszka · #3 Kurek · #6 Ignaczak · #16 Wyjściowe ustawienie w meczu Polska – Kanada |

Trener:  Daniel Castellani
Asystent: Krzysztof Stelmach
| Nr | Imię i nazwisko    | Data urodzenia (wiek) | Wzrost (cm) | Klub                        | Pozycja |
| -- | ------------------ | --------------------- | ----------- | --------------------------- | ------- |
| 1  | Piotr Nowakowski   | 18.12.1987 (22)       | 205         | AZS Częstochowa             | Ś       |
| 2  | Michał Winiarski   | 28.09.1983 (26)       | 200         | Skra Bełchatów              | P       |
| 3  | Piotr Gruszka      | 08.03.1977 (33)       | 206         | Halkbank                    | A       |
| 5  | Paweł Zagumny (K)  | 18.10.1977 (32)       | 200         | ZAKSA Kędzierzyn-Koźle      | R       |
| 6  | Bartosz Kurek      | 29.08.1988 (22)       | 205         | Skra Bełchatów              | P       |
| 9  | Zbigniew Bartman   | 04.05.1987 (23)       | 198         | AZS Politechnika Warszawska | P       |
| 10 | Mariusz Wlazły     | 04.08.1983 (27)       | 197         | Skra Bełchatów              | A       |
| 12 | Patryk Czarnowski  | 01.11.1985 (24)       | 201         | ZAKSA Kędzierzyn-Koźle      | Ś       |
| 14 | Michał Ruciak      | 22.08.1983 (27)       | 189         | ZAKSA Kędzierzyn-Koźle      | P       |
| 15 | Piotr Gacek        | 16.09.1978 (32)       | 185         | ZAKSA Kędzierzyn-Koźle      | L       |
| 16 | Krzysztof Ignaczak | 15.05.1978 (32)       | 188         | Resovia                     | L       |
| 17 | Michał Bąkiewicz   | 22.03.1981 (29)       | 196         | Skra Bełchatów              | P       |
| 18 | Marcin Możdżonek   | 09.02.1985 (25)       | 211         | Skra Bełchatów              | Ś       |
| 19 | Grzegorz Łomacz    | 01.10.1987 (22)       | 187         | Jastrzębski Węgiel          | R       |

## Portoryko
| Rodríguez · #9 J. Rivera · #1 Pérez · #6 Soto · #12 V. Rivera · #4 Escalante · #7 Rosario · #2 Wyjściowe ustawienie w meczu Włochy – Portoryko |

Trener:  Carlos Cardona
Asystent: Ramón Hernández
| Nr | Imię i nazwisko   | Data urodzenia (wiek) | Wzrost (cm) | Klub                        | Pozycja |
| -- | ----------------- | --------------------- | ----------- | --------------------------- | ------- |
| 1  | José Rivera       | 02.07.1977 (33)       | 192         | Nuevos Gigantes de Carolina | P       |
| 2  | Harry Rosario     | 09.11.1976 (33)       | 182         | Plataneros de Corozal       | L       |
| 3  | Juan Figueroa     | 03.06.1986 (24)       | 189         | Plataneros de Corozal       | P       |
| 4  | Víctor Rivera     | 30.08.1976 (34)       | 195         | Mets de Guaynabo            | P       |
| 5  | Roberto Muñiz     | 11.06.1980 (30)       | 196         | Leones de Ponce             | P       |
| 6  | Ángel Pérez       | 20.05.1982 (28)       | 190         | Mets de Guaynabo            | R       |
| 7  | Enrique Escalante | 06.08.1984 (26)       | 195         | Patriotas de Lares          | Ś       |
| 8  | Daniel Erazo      | 16.08.1987 (23)       | 188         | Plataneros de Corozal       | Ś       |
| 9  | Luis Rodríguez    | 13.07.1969 (41)       | 202         | Mets de Guaynabo            | Ś       |
| 12 | Héctor Soto (K)   | 20.06.1978 (32)       | 197         | Mets de Guaynabo            | A       |
| 13 | Alexis Matias     | 21.07.1974 (36)       | 195         | Mets de Guaynabo            | P       |
| 14 | Fernando Morales  | 04.02.1982 (28)       | 186         | Plataneros de Corozal       | R       |

## Rosja
| Bierieżko · #10 Michajłow · #17 Muserskij · #13 Wołkow · #15 Grankin · #6 Chtiej · #4 Wierbow · #16 Wyjściowe ustawienie w meczu Rosja – Australia |

Trener:  Daniele Bagnoli
Asystent: Jarosław Antonow
| Nr | Imię i nazwisko      | Data urodzenia (wiek) | Wzrost (cm) | Klub                  | Pozycja |
| -- | -------------------- | --------------------- | ----------- | --------------------- | ------- |
| 1  | Jewgienij Siwożelez  | 06.08.1986 (24)       | 196         | Dinamo Moskwa         | P       |
| 2  | Siemion Połtawski    | 08.02.1981 (29)       | 205         | Jarosławicz Jarosław  | A       |
| 4  | Taras Chtiej         | 22.05.1982 (28)       | 205         | Lokomotiw Biełgorod   | P       |
| 6  | Siergiej Grankin (K) | 21.01.1985 (25)       | 195         | Dinamo Moskwa         | R       |
| 8  | Dienis Biriukow      | 08.12.1988 (21)       | 202         | Lokomotiw Biełgorod   | P       |
| 10 | Jurij Bierieżko      | 27.01.1984 (26)       | 198         | Pallavolo Modena      | P       |
| 11 | Siergiej Makarow     | 28.03.1980 (30)       | 196         | Iskra Odincowo        | R       |
| 13 | Dmitrij Muserskij    | 29.10.1988 (21)       | 218         | Lokomotiw Biełgorod   | Ś       |
| 14 | Anton Astaszenkow    | 27.10.1981 (28)       | 201         | Iskra Odincowo        | Ś       |
| 15 | Aleksandr Wołkow     | 14.02.1985 (25)       | 210         | Piemonte Volley       | Ś       |
| 16 | Aleksiej Wierbow     | 31.01.1982 (28)       | 185         | Zenit Kazań           | L       |
| 17 | Maksim Michajłow     | 19.03.1988 (22)       | 203         | Zenit Kazań           | A       |
| 18 | Dmitrij Szczerbinin  | 10.09.1989 (21)       | 205         | Dinamo Moskwa         | Ś       |
| 19 | Walerij Komarow      | 21.03.1980 (30)       | 198         | Lokomotiw Nowosybirsk | L       |

## Serbia
| Kovačević · #1 Miljković · #14 Stanković · #7 Podraščanin · #18 Grbić · #9 Janić · #4 Rosić · #19 Wyjściowe ustawienie w meczu Niemcy – Serbia |

Trener:  Igor Kolaković
Asystent: Željko Bulatović
| Nr | Imię i nazwisko   | Data urodzenia (wiek) | Wzrost (cm) | Klub                              | Pozycja |
| -- | ----------------- | --------------------- | ----------- | --------------------------------- | ------- |
| 1  | Nikola Kovačević  | 14.02.1983 (27)       | 193         | Latina Volley                     | P       |
| 4  | Bojan Janić       | 11.03.1982 (28)       | 198         | Jarosławicz Jarosław              | P       |
| 5  | Vlado Petković    | 06.01.1983 (27)       | 198         | Woori Capital                     | R       |
| 6  | Miloš Terzić      | 13.06.1987 (23)       | 202         | Crvena zvezda Belgrad             | P       |
| 7  | Dragan Stanković  | 18.10.1985 (24)       | 202         | Associazione Sportiva Volley Lube | Ś       |
| 8  | Marko Samardžić   | 22.02.1983 (27)       | 190         | Aris                              | L       |
| 9  | Nikola Grbić (K)  | 06.09.1973 (37)       | 194         | Piemonte Volley                   | R       |
| 10 | Miloš Nikić       | 31.03.1986 (24)       | 194         | Perugia Volley                    | P       |
| 12 | Milan Rašić       | 02.02.1985 (25)       | 205         | Crvena zvezda Belgrad             | Ś       |
| 14 | Ivan Miljković    | 13.09.1979 (31)       | 206         | Fenerbahçe                        | A       |
| 15 | Saša Starović     | 19.10.1988 (22)       | 207         | Latina Volley                     | A       |
| 17 | Borislav Petrović | 06.01.1988 (22)       | 201         | Vojvodina Nowy Sad                | Ś       |
| 18 | Marko Podraščanin | 29.08.1987 (23)       | 204         | Associazione Sportiva Volley Lube | Ś       |
| 19 | Nikola Rosić      | 05.08.1984 (26)       | 192         | VfB Friedrichshafen               | L       |

## Stany Zjednoczone
| Hansen · #14 Holt · #17 Rooney · #2 Priddy · #8 Holmes · #15 Stanley · #13 Lambourne · #5 Wyjściowe ustawienie w meczu Stany Zjednoczone – Czechy |

Trener: Alan Knipe
Asystent: Gary Sato
| Nr | Imię i nazwisko    | Data urodzenia (wiek) | Wzrost (cm) | Klub                       | Pozycja |
| -- | ------------------ | --------------------- | ----------- | -------------------------- | ------- |
| 1  | Matthew Anderson   | 18.04.1987 (23)       | 204         | Hyundai Capital Skywalkers | P       |
| 2  | Sean Rooney        | 13.11.1982 (27)       | 206         | Gabeca Pallavolo Spa       | P       |
| 4  | David Lee          | 08.03.1982 (28)       | 203         | Kuzbass Kemerowo           | Ś       |
| 5  | Richard Lambourne  | 06.05.1975 (35)       | 190         | brak                       | L       |
| 6  | Paul Lotman        | 03.11.1985 (24)       | 200         | Stade Poitevin Poitiers    | P       |
| 7  | Jonathan Winder    | 04.01.1986 (24)       | 203         | VC Bottrop 90              | R       |
| 8  | William Priddy (K) | 01.10.1977 (32)       | 194         | Zenit Kazań                | P       |
| 10 | Riley Salmon       | 02.07.1976 (34)       | 197         | Minas                      | P       |
| 13 | Clayton Stanley    | 20.01.1978 (22)       | 205         | Ural Ufa                   | A       |
| 14 | Kevin Hansen       | 19.03.1982 (28)       | 196         | Fakieł Nowy Urengoj        | R       |
| 15 | Russell Holmes     | 01.07.1982 (28)       | 205         | Volleyball Team Tirol      | Ś       |
| 16 | Carson Clark       | 20.01.1989 (21)       | 196         | Santa Barbara VC           | A       |
| 17 | Maxwell Holt       | 12.03.1987 (23)       | 205         | Pallavolo Piacenza         | Ś       |
| 19 | Alfredo Reft       | 15.12.1982 (27)       | 175         | SL Benfica                 | L       |

## Tunezja
| Karoui · #18 Hmissi · #15 Ben Slimen · #8 Kaabi · #16 Moalla · #11 Kadhi · #2 Taouerghi · #12 Wyjściowe ustawienie w meczu Brazylia – Tunezja |

Trener: Mkaouar Fethi
Asystent: Hedi Karray
| Nr | Imię i nazwisko        | Data urodzenia (wiek) | Wzrost (cm) | Klub                     | Pozycja |
| -- | ---------------------- | --------------------- | ----------- | ------------------------ | ------- |
| 1  | Niaz Sallem            | 10.05.1988 (22)       | 181         | UST Sfax                 | P       |
| 2  | Ahmed Kadhi            | 19.04.1989 (21)       | 197         | COKélibia                | Ś       |
| 4  | Marouen Garci          | 21.03.1988 (22)       | 194         | Étoile Sportive du Sahel | A       |
| 8  | Mohamed Ben Slimen (K) | 29.11.1981 (28)       | 187         | Étoile Sportive du Sahel | R       |
| 10 | Hamza Nagga            | 29.05.1990 (20)       | 196         | TAC                      | P       |
| 11 | Ismail Moalla          | 30.01.1990 (20)       | 189         | CS Sfax                  | P       |
| 12 | Anouer Taouerghi       | 17.08.1983 (27)       | 185         | CS Sfax                  | L       |
| 13 | Haykel Jerbi           | 04.04.1988 (22)       | 199         | ASHaouaria               | R       |
| 15 | Amen Allah Hmissi      | 06.04.1988 (22)       | 180         | Étoile Sportive du Sahel | P       |
| 16 | Hichem Kaabi           | 13.09.1986 (24)       | 194         | Espérance Tunis          | A       |
| 18 | Aymen Karoui           | 07.04.1989 (21)       | 194         | Saydia Sports            | Ś       |
| 19 | Nabil Miladi           | 28.02.1988 (22)       | 194         | ASHaouaria               | Ś       |

## Wenezuela
| Tejeda · #12 Marquez · #13 Ereu · #14 Diaz · #7 Cedeno · #18 Valera · #5 Silva · #4 |

Trener:  Idolo Gilberto Herrera Delgado
Asystent: Renee Oliveros Ortega
| Nr | Imię i nazwisko        | Data urodzenia (wiek) | Wzrost (cm) | Klub                   | Pozycja |
| -- | ---------------------- | --------------------- | ----------- | ---------------------- | ------- |
| 1  | Regulo Alberto Briceño | 13.02.1989 (21)       | 175         | brak                   | P       |
| 2  | Deivi Yustiz           | 15.06.1985 (25)       | 201         | Yaracuy                | Ś       |
| 4  | Joel Silva             | 14.09.1985 (25)       | 175         | BYU Cougars            | L       |
| 5  | Rodman Valera          | 20.04.1982 (28)       | 189         | Compoktuna             | R       |
| 7  | Luis Díaz              | 20.08.1983 (27)       | 205         | Pallavolo Modena       | P       |
| 8  | Máximo Montoya         | 26.06.1989 (21)       | 199         | Apure                  | P       |
| 9  | José Carrasco          | 20.05.1989 (21)       | 196         | Yaracuy                | R       |
| 12 | Carlos Tejeda          | 28.07.1980 (30)       | 201         | CV Almería             | A       |
| 13 | Iván Márquez           | 04.10.1981 (28)       | 204         | Pallavolo Pineto       | Ś       |
| 14 | Thomas Ereu            | 25.10.1979 (30)       | 192         | Pallavolo Loreto       | P       |
| 15 | Luis Arias             | 17.01.1989 (21)       | 196         | brak                   | A       |
| 18 | Fredy Cedeño           | 10.09.1981 (29)       | 205         | Club Voleibol Tenerife | Ś       |

## Włochy
| Fei · #14 Birarelli · #15 Savani · #11 Parodi · #3 Mastrangelo · #1 Vermiglio · #5 Marra · #2 Wyjściowe ustawienie w meczu Włochy – Japonia |

Trener: Andrea Anastasi
Asystent: Andrea Gardini
| Nr | Imię i nazwisko       | Data urodzenia (wiek) | Wzrost (cm) | Klub                              | Pozycja |
| -- | --------------------- | --------------------- | ----------- | --------------------------------- | ------- |
| 1  | Luigi Mastrangelo     | 17.08.1975 (35)       | 202         | Piemonte Volley                   | Ś       |
| 2  | Davide Marra          | 12.03.1984 (26)       | 180         | Pallavolo Piacenza                | L       |
| 3  | Simone Parodi         | 16.06.1986 (24)       | 196         | Piemonte Volley                   | P       |
| 4  | Andrea Bari           | 05.03.1980 (30)       | 185         | Trentino Volley                   | L       |
| 5  | Valerio Vermiglio (K) | 01.03.1976 (34)       | 190         | Associazione Sportiva Volley Lube | R       |
| 7  | Michal Lasko          | 11.03.1981 (29)       | 202         | Blu Volley Werona                 | A       |
| 11 | Cristian Savani       | 22.02.1982 (28)       | 194         | Associazione Sportiva Volley Lube | P       |
| 12 | Simone Buti           | 19.09.1983 (27)       | 208         | Gabeca Pallavolo Spa              | Ś       |
| 13 | Dragan Travica        | 28.08.1986 (24)       | 197         | Gabeca Pallavolo Spa              | R       |
| 14 | Alessandro Fei        | 29.11.1978 (31)       | 204         | Sisley Treviso                    | A       |
| 15 | Emanuele Birarelli    | 08.02.1981 (29)       | 200         | Trentino Volley                   | Ś       |
| 17 | Andrea Sala           | 27.12.1978 (31)       | 202         | Trentino Volley                   | Ś       |
| 18 | Matej Černič          | 13.09.1978 (32)       | 192         | Resovia                           | P       |
| 19 | Ivan Zaytsev          | 02.10.1988 (21)       | 202         | Megius Roma Volley                | P       |